# 17806 Адольфборн
17806 Адольфборн (17806 Adolfborn) — астероїд головного поясу, відкритий 31 березня 1998 року.
Тіссеранів параметр щодо Юпітера — 3,574.